# Al Keller
Al Keller (Alexander, 11 april 1920 - Phoenix, 19 november 1961) was een Amerikaans autocoureur die vijf races in de Formule 1 reed.
Keller reed tussen 1949 en 1956 29 wedstrijden in de NASCAR. In het seizoen 1954 won hij twee wedstrijden in het kampioenschap en was hij de eerste coureur die in de geschiedenis van NASCAR een race won in een in het buitenland gefrabriceerde raceauto. Hij won een race in New Jersey met een Jaguar.
Hij reed de Indianapolis 500 van 1955 tot 1959, waarin hij geen punten scoorde. In de Indianapolis 500 van 1961 behaalde hij de vijfde plaats.
Keller overleed aan de verwondingen opgelopen tijdens een crash op de Arizona State Fairgrounds.